# Gustaw Arnold Fibiger III
Gustaw Arnold Fibiger III (ur. 23 września 1912 w Kaliszu, zm. 22 stycznia 1989 tamże) – rzemieślniczy mistrz budowy fortepianów, właściciel i dyrektor kaliskiej fabryki fortepianów, założyciel Technikum Budowy Fortepianów.

## Życiorys
Był synem Gustawa (II) i Wandy z domu Heizelmann, wnukiem założyciela kaliskiej Fabryki Fortepianów i Pianin „Arnold Fibiger” Gustawa Arnolda I (1847–1915). W 1930 ukończył Państwowe Gimnazjum im. Tadeusza Kościuszki w Kaliszu. Studiował w Szkole Głównej Handlowej w Warszawie, gdzie w 1937 uzyskał dyplom. Praktykę w fabryce A. Fibigera rozpoczął w połowie lat 30. W 1938 praktykował u Bösendorfera w Wiedniu. Od 1939 był kierownikiem sprzedaży w swojej fabryce, której po śmierci ojca był współwłaścicielem. W 1939 wziął udział w kampanii wrześniowej. Został zmobilizowany do 25. Pułku Artylerii w Kaliszu. W bitwie nad Bzurą został ranny. Lata okupacji spędził w obozach jenieckich w Austrii i Niemczech. Po wojnie był dyrektorem swojej fabryki w Kaliszu w latach 1945–1953, która po upaństwowieniu przyjęła nazwę Fabryka Fortepianów i Pianin „Calisia”. Został tam najpierw głównym konstruktorem, a później pełnił funkcję kierownika działu fortepianów. Na emeryturę przeszedł w 1977.
W 1954 zainicjował powstanie Technikum Budowy Fortepianów w Kaliszu. Szkołą tą kierował w latach 1955–1964, a do 1978 był nauczycielem.
Był żonaty z Ireną Krupczyńską, miał dwie córki: Elwirę i Ewę. Został pochowany na cmentarzu ewangelicko-augsburskim w Kaliszu.

## Odznaczenia, nagrody
- Krzyż Walecznych
- Medal „Za udział w wojnie obronnej 1939”
- odznaka „Zasłużony Działacz Kultury”
- odznaka Zasłużonego dla Kaliskiej Fabryki Fortepianów i Pianin „Calisia”
- Złoty Krzyż Zasługi
- Krzyż Kawalerski Orderu Odrodzenia Polski
- tytuł Honorowego Obywatela Kalisza (nadany pośmiertnie, 2020)[3]

## Upamiętnienie
- Od września 1989 Technikum Budowy Fortepianów w Kaliszu nosi imię Gustawa Arnolda Fibigera[4]
- W 2013 został patronem skweru przy ulicy Legionów w Kaliszu[5]